# Kantakuzauka
Kantakuzauka (biał. Кантакузаўка; ros. Контакузовка, Kontakuzowka) – wieś na Białorusi, w obwodzie homelskim, w rejonie homelskim, w sielsowiecie Ziabrauka.
W pobliżu znajduje się nieczynne lotnisko wojskowe Ziabrauka.